# Across the Universe (Film)
Across the Universe ist ein US-amerikanisches Filmmusical aus dem Jahr 2007. Regie führte Julie Taymor, das Drehbuch verfassten Dick Clement und Ian La Franeis. Der Film ist untermalt mit über 30 Beatles-Liedern, die die Schauspieler selbst singen.

## Handlung
Der englische Werftarbeiter Jude  aus Liverpool reist in den 1960er Jahren in die USA, wo er seinen Vater sucht. Dieser war während des Zweiten Weltkriegs als GI in England, verließ Judes Mutter aber noch vor dessen Geburt. Jude verspricht seiner Freundin Molly, dass er in Kontakt bleiben wird. Jude findet den Vater als Hausmeister einer renommierten Universität. Dort lernt er den gelangweilten Studenten Max Carrigan kennen, freundet sich mit ihm an und verliebt sich in dessen Schwester Lucy.  Deren Freund Daniel wird zum Militärdienst im Vietnamkrieg eingezogen. Max gibt sein Studium auf und zieht mit Jude nach New York, wo sie sich in der Wohngemeinschaft der Sängerin Sadie einmieten und den Gitarristen JoJo und Prudence kennenlernen. Nachdem Daniel in Vietnam getötet und mit militärischen Ehren beerdigt wird, folgt Lucy ihnen später nach New York.
Max wird in die Armee einberufen und in den Vietnamkrieg geschickt, daraufhin schließt sich Lucy einer Gruppe von Friedensaktivisten an. Jude versucht als Zeichner Fuß zu fassen. Während Jude seine Bilder sprechen lässt, schließt sich Lucy einer revolutionären Gruppe an, die immer radikaler gegen die Staatsmacht vorgehen will. Lucy und Jude entfremden sich dadurch.
Bei der von gewaltsamen Auseinandersetzungen begleiteten Besetzung der University of Columbia wird Lucy von Polizisten bedroht, der ihr zu Hilfe eilende Jude wird festgenommen und ausgewiesen. Max kommt traumatisiert aus Vietnam zurück. Nachdem Jude nach Liverpool zurückgekehrt ist, trifft er seine ehemalige Freundin Molly wieder, doch diese ist inzwischen verheiratet. Kurz darauf erfährt er, dass einige von Lucys Kampfgefährten durch eine selbstgebaute Bombe ums Leben gekommen sind.
Jude beschließt daraufhin, endgültig in die USA zu emigrieren. Bei einem „Rooftop Concert“ seiner ehemaligen Vermieterin Sadie trifft er Lucy wieder.

## Bezug zum Werk der Beatles
Nahezu alle Charaktere in Across The Universe sind nach fiktiven Personen aus Songtexten der Beatles benannt (beispielsweise Jude, Lucy, Max[well], Sadie, Jojo oder Prudence).
Der Film nutzt die Songs der Beatles nicht als wahllose musikalische Untermalung, sondern skizziert anhand ihrer Songs ein fiktionalisiertes Porträt der 1960er Jahre, in dem die Beatles selbst augenscheinlich nicht existieren, ihre musikalische Entwicklung aber weitestgehend eingehalten wird.
Der weitgehend unbeschwerte erste Akt des Films nutzt dementsprechend vornehmlich Songs aus dem unpolitischen und optimistischem Frühwerk der Gruppe. Die Mitte des Films – wenn sowohl der Vietnamkrieg, als auch der historische Summer of Love in den Mittelpunkt rücken – konzentriert sich auf die psychedelische mittlere Phase der Fab Four (und wird visuell entsprechend untermalt), während der letzte Akt – in dem mehrere Konflikte zwischen den einzelnen Charakteren ausbrechen – das ähnlich zerstrittene Spätwerk der Gruppe aufgreift. Dies geschieht nicht ohne Ausnahmen, denn so kommen sowohl Let It Be als auch Come Together relativ zu Beginn des Films vor.
Auch bestimmte Handlungselemente sind direkte Verweise auf die Beatles. Der psychedelische Bus von Dr. Robert erinnert an den aus dem Film Magical Mystery Tour, im Zirkus von Mr. Kite tauchen die Blue Meanies aus dem Film Yellow Submarine auf und das abschließende, versöhnende Konzert auf einem Dach in New York ist angelehnt an das Rooftop Concert der Beatles – ihren letzten gemeinsamen Auftritt.

## Kritiken
Justin Chang schrieb in der Zeitschrift Variety vom 11. September 2007, die Liebe zu den Beatles und zu den „psychedelischen visuellen Effekten der 1960er Jahre“ sei alles, was man brauche, um den Film zu genießen. Er sei „kühn“, „eigentümlich“ und mit solcher Überzeugung gespielt, dass man ihm nicht mit Missfallen begegnen könne – auch wenn es schwer sei, ihn ernst zu nehmen.
Laut Lexikon des internationalen Films ist der Film „eine szenisch opulente, nostalgische Zeitreise mit mitreißenden Musiknummern und Auftritten von Stars wie Joe Cocker und Bono, in der das zeitgeschichtlich grundierte Sujet freilich weitgehend entpolitisiert wird.“

## Auszeichnungen
- Der Kameramann Bruno Delbonnel gewann 2007 auf dem Filmfestival Camerimage den Silbernen Frosch. Bei den Golden Satellite Awards waren Delbonnel und das Szenenbild ebenfalls nominiert.
- Der Film war 2008 in der Kategorie Bester Film – Komödie oder Musical für den Golden Globe und für einen Grammy nominiert.
- Eine weitere Nominierung erhielt 2008 Albert Wolsky für den Oscar in der Kategorie Bestes Kostümdesign.

## Hintergründe
Der Film wurde in Liverpool, New York, Yonkers, Princeton und Winnipeg gedreht. In den Produktionskosten sind zehn Millionen US-Dollar für die Rechte zur Verwendung der Songs der Beatles enthalten. Die Nutzung der Originalaufnahmen wurde allerdings untersagt.
Premiere hatte der Film am 10. September 2007 auf dem Toronto International Film Festival. Mitte September 2007 starteten die Vorführungen in ausgewählten Kinos der USA, wo er rund 24,3 Millionen US-Dollar einspielte. Weitere Kinos folgten ab dem 28. September 2007 in Großbritannien und ab dem 22. November 2007 in Deutschland.
Salma Hayek, die schon seit dem Film Frida von Julie Taymor begeistert war, wollte unbedingt eine Rolle in dem Film. Die bekannte Schauspielerin spielte in einer Minirolle gleich mehrere Krankenschwestern auf einmal.